# Lucien Carbon
Pour les articles homonymes, voir Carbon.
Lucien Carbon, né le 31 mars 1895 à Caen et décédé le 15 mai 1979 dans le 14e arrondissement de Paris, est un homme politique français.
Il est député de la seizième circonscription de Paris (1961-1962)